# Aire d'attraction de Neufchâteau
L'aire d'attraction de Neufchâteau est un zonage d'étude défini par l'Insee pour caractériser l’influence de la commune de Neufchâteau sur les communes environnantes. Publiée en octobre 2020, elle se substitue à l'aire urbaine de Neufchâteau, qui comportait 23 communes dans le zonage de 2010.

## Définition
L'aire d'attraction d'une ville est composée d’un pôle, défini à partir de critères de population et d’emploi ainsi que d’une couronne constituée des communes dont au moins 15 % des actifs travaillent dans le pôle. Le pôle d’attraction constitue ainsi un point de convergence des déplacements domicile-travail,.

## Géographie
L’aire d'attraction de Neufchâteau est une aire inter-départementale qui comporte 72 communes : 55 situées dans les Vosges, 9 dans la Meuse et 8 dans la Haute-Marne. 

### Carte

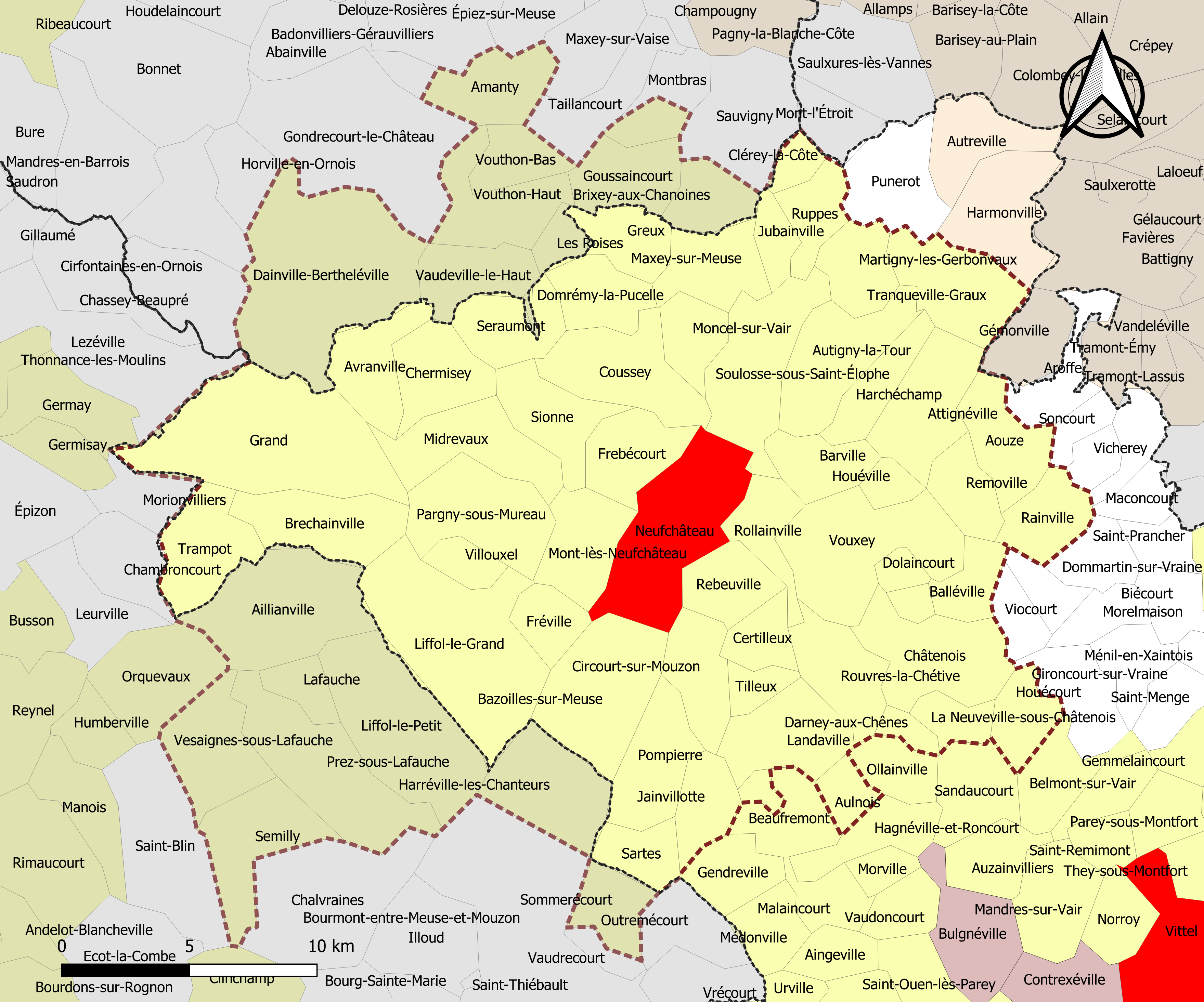
Carte de l'aire d'attraction de Neufchâteau.
Commune-centre
Commune de la couronne

### Composition communale
| Catégorie               | Département | Communes | Communes |
| Catégorie               | Département | Nombre   | Libellé |
| ----------------------- | ----------- | -------- | --- |
| Commune-centre          | Vosges      | 1        | Neufchâteau. |
| Communes de la couronne | Vosges      | 54       | Aouze, Attignéville, Aulnois, Autigny-la-Tour, Avranville, Balléville, Barville, Bazoilles-sur-Meuse, Brechainville, Certilleux, Châtenois, Chermisey, Circourt-sur-Mouzon, Clérey-la-Côte, Courcelles-sous-Châtenois, Coussey, Darney-aux-Chênes, Dolaincourt, Domrémy-la-Pucelle, Frebécourt, Fréville, Grand, Greux, Harchéchamp, Houéville, Jainvillotte, Jubainville, Landaville, Lemmecourt, Liffol-le-Grand, Longchamp-sous-Châtenois, Martigny-les-Gerbonvaux, Maxey-sur-Meuse, Midrevaux, Moncel-sur-Vair, Mont-lès-Neufchâteau, La Neuveville-sous-Châtenois, Pargny-sous-Mureau, Pompierre, Rainville, Rebeuville, Removille, Rollainville, Rouvres-la-Chétive, Ruppes, Sartes, Seraumont, Sionne, Soulosse-sous-Saint-Élophe, Tilleux, Trampot, Tranqueville-Graux, Villouxel, Vouxey. |
| Communes de la couronne | Meuse       | 9        | Amanty, Brixey-aux-Chanoines, Burey-la-Côte, Dainville-Bertheléville, Goussaincourt, Les Roises, Vaudeville-le-Haut, Vouthon-Bas, Vouthon-Haut. |
| Communes de la couronne | Haute-Marne | 8        | Aillianville, Harréville-les-Chanteurs, Lafauche, Liffol-le-Petit, Prez-sous-Lafauche, Semilly, Sommerécourt, Vesaignes-sous-Lafauche. |

## Démographie
Cette aire est catégorisée dans les aires de moins de 50 000 habitants, une catégorie qui regroupe 12,2 % de la population au niveau national,.